# Оптовый рынок морепродуктов Хуанань
Рынок животных и морепродуктов Хуанань (кит. 武汉华南海鲜批发市场) — рынок животных и морепродуктов в китайском городе Ухань. По официальной версии, в конце 2019 — начале 2020 года этот рынок стал очагом вспышки коронавирусной инфекции COVID-19, в связи с чем приобрёл мировую известность.
С 1 января 2020 года рынок был закрыт в целях борьбы с распространением вируса.
До закрытия на рынке продавались разные экзотические продукты: барсуки, летучие мыши, бобры, ослы, верблюды, куры, крокодилы, собаки, лисицы, гигантские саламандры, коалы, свиньи, сурки, выдры, павлины, фазаны, дикобразы, кролики, крысы, овцы, олени, волчата, ядовитые змеи, в том числе южнокитайские многополосные крайты и китайские кобры, которые рядом учёных рассматривались в качестве возможного источника (хозяина) вируса SARS-CoV-2.

## Информация об объекте
Рынок занимает более 50 000 квадратных метров и вмещает более 1000 арендаторов. Это крупнейший оптовый рынок морепродуктов в Центральном Китае.
Сообщалось, что на рынке были антисанитарные условия. Дорожки на рынке были узкими, киоски находились близко друг к другу, а живой скот стоял в непосредственной близости от мёртвого. Убитых животных часто освежёвывали у всех на виду.